# Марано (Парма)
Марано је насеље у Италији у округу Парма, региону Емилија-Ромања.
Према процени из 2011. у насељу је живело 484 становника. Насеље се налази на надморској висини од 111 м.